# スモール・ハンドレッド
「スモール・ハンドレッド」（英語表記：Small Hundreds、あるいはSmall 100’s）は東京大学特任教授（現東京大学総長室アドバイザー）である村沢義久が、2009年3月、その著書『日本経済の勝ち方-太陽エネルギー革命』（文春新書）で、今後の自動車業界の見通しに関して初めて使った表現である。

## 概要
その意味するところは、ガソリン車と比較して構造が単純な電気自動車の時代になると、「ビッグスリー」に代表される既存の大メーカーによる寡占状態が終わり、「百社単位」のベンチャー企業あるいは異業種からの参入企業が出てくる、というもの。
村沢はまた、「文藝春秋」2009年6月号（5月11日発売）、2009年6月8日放送のNHK「クローズアップ現代」、2009年6月10日付け日本経済新聞「経済教室」欄でもこの表現を同じ意味で使っている。
村沢は「スモール・ハンドレッド」の例として、アメリカ合衆国カリフォルニア州で「テスラ・ロードスター」（Tesla Roadster）を発売したテスラモーターズ（Tesla Motors）、アメリカ合衆国のフィスカーオートモーティブ（Fisker Automotive)、アメリカ合衆国のアプテラモーターズ（Aptera Motors)、中国のBYDオートなどを挙げている。
最近では、「狭義のスモール･ハンドレッド」として、改造EVビジネスに乗り出す整備業者やガソリン・スタンドを指すようになっている。彼らを組織化することにより、将来的には改造EV年産100万台を達成し、地方分散生産による1兆円産業の樹立を目指すとしている。
この構想は政治家からも注目され、例えば、公明党は「マニフェスト2010」の環境の項目において、「中古車の電気自動車への改造を促進するなど、改造電気自動車100万台プランを推進します。」と謳っている。